# Vila Eden II
Vila Eden II, původně Depandance Haus Doktor Müller, event. psáno Depandance Haus Dr. Müller, po druhé světové válce depandance Léčebného ústavu Jiřího Dimitrova, se nachází v Křížíkově ulici 1347/12 ve vilové čtvrti Westend v Karlových Varech. Nechal si ji v roce 1929 postavit karlovarský lékař Isidor Müller. Vyhotovení projektu i realizaci stavby, stejně jako u hlavní vily, uskutečnil karlovarský architekt a stavitel Paul Schauffuss. Dnes je vila Eden II součástí léčebny Mánes.

## Historie
Karlovarský lékař Isidor Müller zakoupil za výletní restaurací Malé Versailles ve Findlaterově ulici (dnes Křižíkově) pozemek, na němž v roce 1929 budoval sanatorium s názvem vila Dr. Müller (dnes vila Eden I). Již během výstavby doktor Müller zjistil, že lůžková kapacita nebude dostačující, a snažil se u karlovarských úřadů o stavební povolení pro navýšení stavby. To však ani po odvolání k Zemské radě v Praze nezískal. Nedostatečnou kapacitu sanatoria pak vyřešil výstavbou depandance na vedlejší parcele s názvem Depandance Haus Dr. Müller.  Projekt vypracoval a stavbu zrealizoval, stejně jako u hlavní budovy, karlovarský architekt a stavitel Paul Schauffuss.
V roce 1930 se též uskutečnily úpravy svahu pod oběma budovami. Bylo vybudováno reprezentační dvouramenné schodiště s půlkruhovým odpočívadlem a fontánkou ve střední části; vše též podle plánu stavitele Paula Schauffusse. Vedle schodiště byl situován pavilon zastřešený projmutou mansardovou střechou.
Sanatorium patřilo doktoru Müllerovi do roku 1939. Po druhé světové válce byly obě budovy znárodněny. Připadly nejprve nemocenské pojišťovně, poté jako rekreační domy odborům a od roku 1957 spadaly pod podnik Československé státní lázně s názvy Léčebný ústav Jiřího Dimitrova a zde popisovaná depandance Léčebného ústavu Jiřího Dimitrova. V roce 1981 došlo k rekonstrukci obou vil. Po sametové revoluci se staly součástí léčebny Mánes.
V současnosti (březen 2021) je budova čp. 1347 s názvem Eden II evidována jako objekt občanské vybavenosti ve vlastnictví České republiky, příslušnost hospodařit s majetkem státu má příspěvková organizace Léčebné lázně Lázně Kynžvart.

## Popis

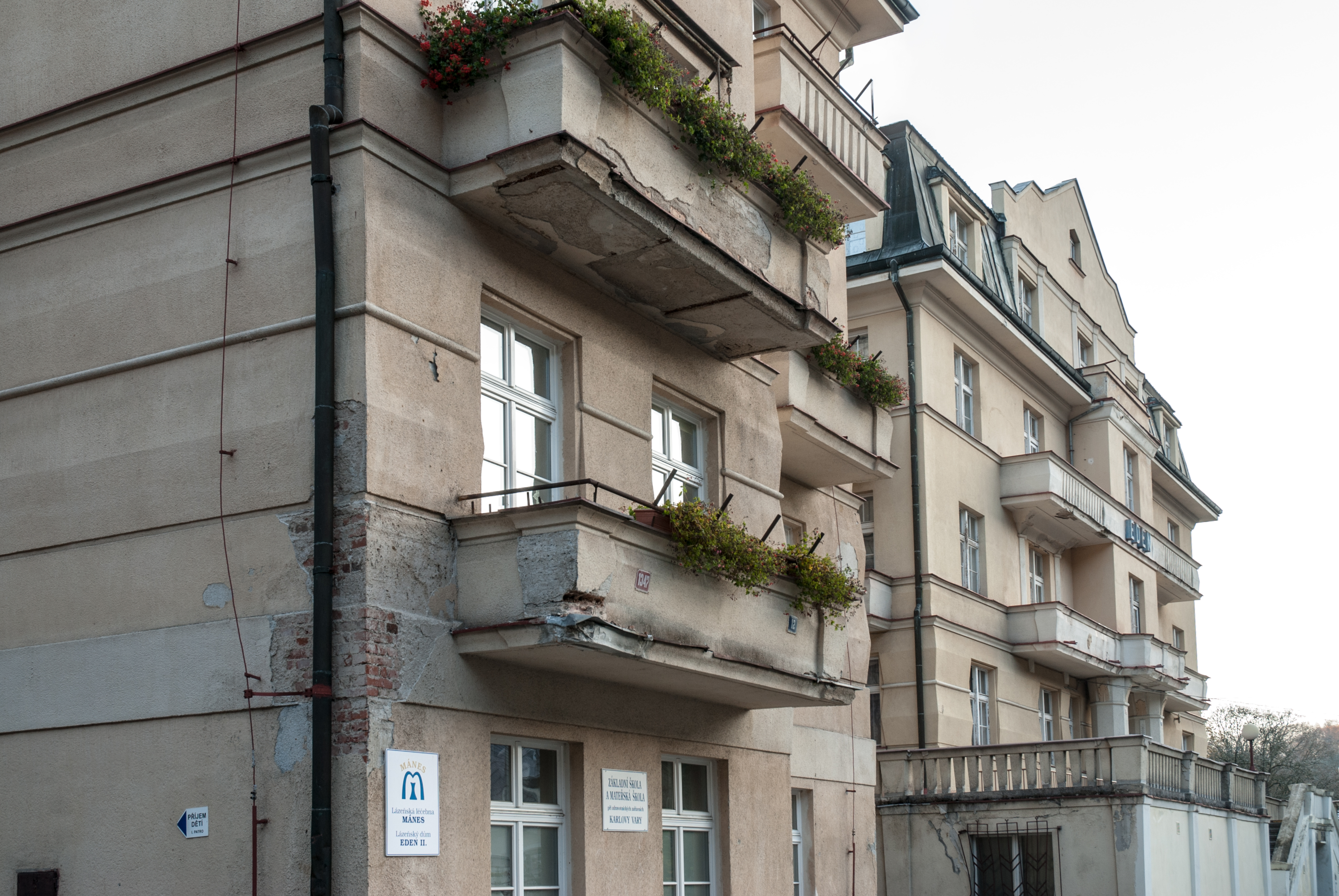
Část průčelí vily Eden II, vpravo vila Eden I, stav v listopadu 2020

Vila se nachází ve čtvrti Westend v Křižíkově ulici 1347/12 na samém okraji karlovarských lázeňských lesů. Jedná se o dvoupatrovou vilu se zvýšeným přízemím a mansardovou střechou stojící na zahradně upraveném vyvýšeném svahu. Byla postavena ve stejné podobě, jako hlavní budova. Obě vily jsou propojeny krytou chodbou.